# Emmy Zehden
Emmy Zehden (Lübbecke, 28 de marzo de 1900-Berlín, 9 de junio de 1944) fue un miembro de la resistencia alemana al nazismo. Fue miembro de los Estudiantes de la Biblia, de los cuales luego se formaron los testigos de Jehová, y como tal se opuso al servicio militar. Ocultó a tres objetores de conciencia al servicio militar y por eso fue condenada a muerte y ejecutada por los nazis el 9 de junio de 1944 en Berlín.

## Biografía

### Primeros años
Emmy Zehden nació con el nombre de Emmy Windhorst en Lübbecke el 28 de marzo de 1900. Sus padres eran zapateros.
Después de la escuela Emmy Windhorst trabajó como empleada doméstica. Con dieciocho años se mudó a Berlín y trabajó primero como niñera para una familia y luego como secretaria para un banco. En agosto de 1920 nació el hijo Horst de su hermana. Ya que su hermana no podía cuidar del él, primero se educó en casa de su abuela, pero cuando ella murió tres años más tarde Emmy Windhorst se ocupó de él.
En 1926 Emmy Windhorst se casó con Richard Zehden, un judío que no era muy religioso. Los padres de Richard estaban en contra del matrimonio porque Emmy era cristiana. Richard, Emmy y Horst se mudaron a Spandau, un barrio de Berlín.
Durante la Gran Depresión Emmy y Richard Zehden temieron que Richard pudiera perder su puesto de trabajo. (Trabajó para unos grandes almacenes.) Además tuvieron que ahorar dinero y por eso la familia se mudó a una vivienda más pequeña.

### Ingreso a los Estudiantes de la Biblia, luego llamados los testigos de Jehová
Ya que para Emmy Zehden una alimentación sana era importante, frecuentemente visitó la jardinería de Otto y Jasmine Muhs. La jardinería no solamente servía para vender verduras, sino también como lugar de encuentro para miembros de los Estudiantes de la Biblia. Intercambiaron libros y hablaron de su contenido. Emmy y Richard Zehden empezaron a interesarse por esta fe. Además Otto Muhs les habló frecuentemente acerca de su fe y los Zehden y Otto Muhs se hicieron amigos. Emmy Zehden se unió en 1930 a los Estudiantes de la Biblia.

### Persecución de los testigos de Jehová
El 30 de enero de 1933, Adolf Hitler llegó al poder en Alemania. El 24 de junio de 1933 en Prusia, incluyendo su capital Berlín, se prohibieron a los testigos de Jehová, como se llamaron los Estudiantes de la Biblia ahora. Sin embargo, en la vivienda de los Zehden tuvieron lugar reuniones pequeñas de los testigos de Jehová.
Los testigos de Jehová rechazaron muchas de las cosas que exigieron los nazis. No quisieron colgar banderas con esvásticas, ni dar el saludo hitleriano, ni votar en elecciones. Además no quisieron ingresar en las organizaciones nazis, como por ejemplo las juventudes hitlerianas, y se opusieron al servicio militar por violar el Mandamiento "No matarás". La objeción de conciencia al servicio militar fue un delito muy grave para los nazis, que generalmente se castigó con la pena de muerte.
En 1935, incluso las reuniones familiares con lecturas de la Biblia estaban prohibidas. Sin embargo, en 1935 Emmy, Richard y Horst Zehden se bautizaron. Ya que no pudieron hacerlo públicamente, los bautizos tuvieron lugar en casa de los Zehden, en su bañera. El 20 de junio de 1937 los testigos de Jehová protestaron en volantes distribuidos por todo el país contra la represión de su religión y contra los crímenes del régimen nazi, pero los nazis solamente intensificaron la persecución de los testigos de Jehová. De las cerca de 25 000 personas que se declararon testigos de Jehová en 1933, unas 10 000 fueron encarceladas durante el régimen de los nazis, 2 000 de ellas en campos de concentración. Alrededor de 1 900 fueron asesinadas.
Ya en 1937 o 1938 Richard Zehden fue detenido por ser un testigo de Jehová. Además para los nazis fue un judío. Permaneció en la cárcel por nueve meses. Cuando regresó a casa ya no podía trabajar en su antiguo puesto de trabajo, porque se trataba de unos grandes almacenes judíos y a los judíos ahora se les prohibió dirigir un negocio.

### Los problemas de su hijo Horst
En 1938 los padres biológicos de Horst demandaron la custodia. No era la primera vez, pero esta vez un tribunal ordenó que un niño ario no debía ser educado por un judío. Horst tuvo que ir a casa de sus padres biológicos. Se escapó tres veces, la última vez de un orfanato, hasta que finalmente se escondió. Ya no pudo ir a la escuela.
Cuando estalló la Segunda Guerra Mundial, Horst tuvo otro problema grave: recibió una  notificación del llamamiento a filas, pero su religión le prohibía matar. Decidió pasar a la clandestinidad. Entonces necesitó otra gente para apoyo: tuvo que esconderse y necesitó cartillas de racionamiento de otra gente porque ya no recibía propias cartillas. Richard Zehden solamente recibió la mitad de la cantidad normal de cartillas. Así los Zehden necesitaron el apoyo de su parroquia y Emmy Zehden tuvo que trabajar más. Trabajó como repartidora de periódicos.

### Arresto y muerte de los Zehden
El 24 de septiembre de 1942 Emmy y Richard Zehden fueron detenidos. Horst Zehden fue detenido en junio de 1943, junto con su novia, quien había conocido en la clandestinidad. El 13 de octubre de 1943 Emmy Zehden fue acusada de desmoralización del ejército, alta traición y apoyo al enemigo, porque había ayudado a tres hombres a escapar del servicio militar obligatorio, dándoles refugio y comida. El 19 de noviembre de 1943 Emmy Zehden fue condenada a muerte. Richard Zehden fue deportado al campo de concentración de Sachsenhausen y asesinado allí el 5 de noviembre de 1943. Emmy Zehden fue ejecutada el 9 de junio de 1944. Horst Zehden también será condenado a muerte por los nazis.